# 파스토 (헝가리)

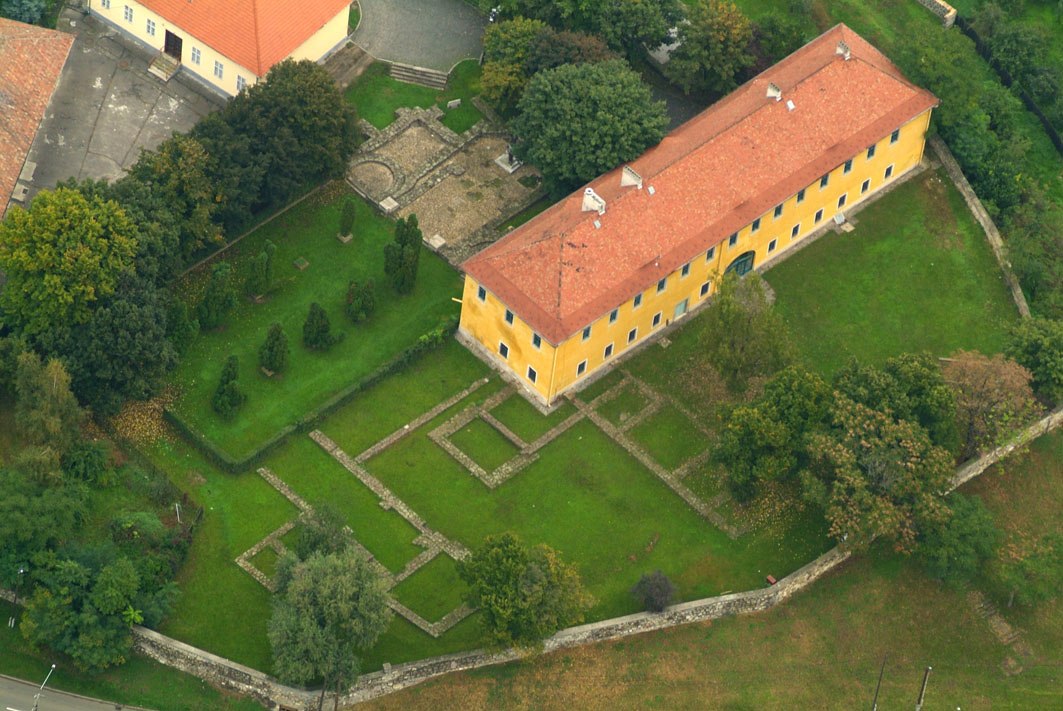
파스토에 위치한 시토회 수녀원

파스토(헝가리어: Pásztó)는 헝가리 노그라드주에 위치한 도시로 면적은 148.94km2, 인구는 7,521명(2018년 기준), 인구 밀도는 57.7명/km2이다. 마트러산맥 서쪽 기슭에 위치하며 파스토구의 행정 중심지이기도 하다. 헝가리의 벨러 3세 국왕 시대인 1190년에 건립된 시토회 수녀원이 위치한다.

시기
시 문장